# Pierrevillers
Pierrevillers és un municipi francès, situat al departament del Mosel·la i a la regió del Gran Est. L'any 2007 tenia 1.455 habitants.

## Demografia

### Població
El 2007 la població de fet de Pierrevillers era de 1.455 persones. Hi havia 544 famílies, de les quals 120 eren unipersonals (56 homes vivint sols i 64 dones vivint soles), 152 parelles sense fills, 240 parelles amb fills i 32 famílies monoparentals amb fills.
La població ha evolucionat segons el següent gràfic:
Habitants censats

### Habitatges
El 2007 hi havia 598 habitatges, 555 eren l'habitatge principal de la família, 1 era una segona residència i 42 estaven desocupats. 530 eren cases i 68 eren apartaments. Dels 555 habitatges principals, 475 estaven ocupats pels seus propietaris, 69 estaven llogats i ocupats pels llogaters i 11 estaven cedits a títol gratuït; 1 tenia una cambra, 15 en tenien dues, 58 en tenien tres, 99 en tenien quatre i 382 en tenien cinc o més. 467 habitatges disposaven pel capbaix d'una plaça de pàrquing. A 207 habitatges hi havia un automòbil i a 284 n'hi havia dos o més.

### Piràmide de població
La piràmide de població per edats i sexe el 2009 era:
| Homes | Edats   | Dones |
| ----- | ------- | ----- |
| 0     | 95 o +  | 0     |
| 4     | 90 a 94 | 4     |
| 4     | 85 a 89 | 4     |
| 0     | 80 a 84 | 8     |
| 24    | 75 a 79 | 24    |
| 32    | 70 a 74 | 32    |
| 52    | 65 a 69 | 52    |
| 32    | 60 a 64 | 28    |
| 20    | 55 a 59 | 44    |
| 56    | 50 a 54 | 36    |
| 68    | 45 a 49 | 56    |
| 64    | 40 a 44 | 48    |
| 64    | 35 a 39 | 52    |
| 36    | 30 a 34 | 44    |
| 24    | 25 a 29 | 36    |
| 20    | 20 a 24 | 8     |
| 64    | 15 a 19 | 44    |
| 40    | 10 a 14 | 36    |
| 48    | 5 a 9   | 52    |
| 32    | 0 a 4   | 36    |

## Economia
El 2007 la població en edat de treballar era de 947 persones, 710 eren actives i 237 eren inactives. De les 710 persones actives 662 estaven ocupades (361 homes i 301 dones) i 48 estaven aturades (22 homes i 26 dones). De les 237 persones inactives 65 estaven jubilades, 86 estaven estudiant i 86 estaven classificades com a «altres inactius».

### Ingressos
El 2009 a Pierrevillers hi havia 568 unitats fiscals que integraven 1.478,5 persones, la mediana anual d'ingressos fiscals per persona era de 19.822 €.

### Activitats econòmiques
Dels 42 establiments que hi havia el 2007, 1 era d'una empresa extractiva, 3 d'empreses de fabricació d'altres productes industrials, 9 d'empreses de construcció, 5 d'empreses de comerç i reparació d'automòbils, 2 d'empreses de transport, 1 d'una empresa d'hostatgeria i restauració, 1 d'una empresa d'informació i comunicació, 1 d'una empresa financera, 5 d'empreses immobiliàries, 6 d'empreses de serveis, 3 d'entitats de l'administració pública i 5 d'empreses classificades com a «altres activitats de serveis».
Dels 17 establiments de servei als particulars que hi havia el 2009, 1 era una funerària, 2 tallers de reparació d'automòbils i de material agrícola, 1 paleta, 3 guixaires pintors, 2 fusteries, 2 lampisteries, 2 electricistes, 2 perruqueries i 2 agències immobiliàries.
L'any 2000 a Pierrevillers hi havia 3 explotacions agrícoles.

## Equipaments sanitaris i escolars
El 2009 hi havia 1 escola maternal i 1 escola elemental.

## Poblacions més properes
El següent diagrama mostra les poblacions més properes.